# 天理よろづ相談所病院
天理よろづ相談所病院（てんりよろづそうだんじょびょういん）は、奈良県天理市にある病院。通称「憩の家」（いこいのいえ）。運営母体は、公益財団法人天理よろづ相談所。東和保健医療圏の地域がん診療連携拠点病院である。病院の基本理念は「病む人の“陽気ぐらし”をめざして」。

## 概要
天理教が出資する公益財団法人天理よろづ相談所・憩の家が運営。豊富な資金力を背景に最先端の医療機器や医師を揃え、近畿地方屈指の医療水準を持つ。天理教の教えに基づいて心と体の両面からの総合的医療を目指し1966年（昭和41年）4月1日開設された。総病床数は858床で、うち198床が本館（南病棟）、517床が新入院棟（東病棟・西病棟）、143床が白川分院である。2006年（平成18年）1月16日、従来より数百メートル北側に5階建ての新外来診療棟がオープンし、外来診療はそちらで行われている。医療スタッフには天理教信者の家庭出身者が多く、看護師の約90%は信者とされるが（平成23年天理看護学院の大学化に伴い、天理教子弟の割合は低下し、天理教以外の看護師も増加している）、医局派遣により外部出身者が絶えず赴任してくる医師についてはその割合は高いものではない。
病院内の運営部門は「身上部（みじょうぶ）」「事情部」「世話部」と呼ばれる3部門から構成される。身上部が一般的な診療部門で、事情部は主に患者の精神面のケアと祈りを行い、世話部は生活上の相談、医療従事者の育成を担うとしている。
かつては運営方針として救急医療を行っていなかったが、近年方針転換し救急医療を受け持つことになった。また、本院、外来棟・新入院棟及び白川分院間に距離があるため、それぞれを巡回するシャトルバスが運行されており、患者等の関係者はバスにより通院等ができる。

## 診療科
- 内科
- 循環器内科
- 消化器内科
- 血液内科
- 脳神経内科
- 内分泌内科
- 総合内科
- 小児科
- 皮膚科
- 外科
- 消化器外科
- 乳腺外科
- 呼吸器外科
- 脳神経外科
- 心臓血管外科
- 産婦人科
- 眼科
- 耳鼻咽喉科
- 整形外科
- 泌尿器科
- 麻酔科
- 放射線科
- 歯科
- 歯科口腔外科
- 形成外科
- 腎臓透析科
- 精神神経科
- リハビリテーション科
- 病理診断科
- 臨床検査科

## センター
- 脳卒中センター
- 内視鏡センター
- 緩和ケアセンター
- がん相談支援センター
- 血液浄化センター
- 健診センター
- 感染管理センター
- 糖尿病センター
- 膠原病センター
- 先天性心疾患センター
- 心臓カテーテルセンター
- 呼吸管理センター
- 小児アレルギーセンター
- 救急外来
- 在宅世話どりセンター
- リハビリセンター

## 各部門
- 放射線部
- 手術部
- 集中治療部
- 看護部
- 薬剤部
- 臨床検査部
- 臨床工学部

## 白川分院
診療科
- 内科
- リハビリテーション科
- 精神神経科

## 年表

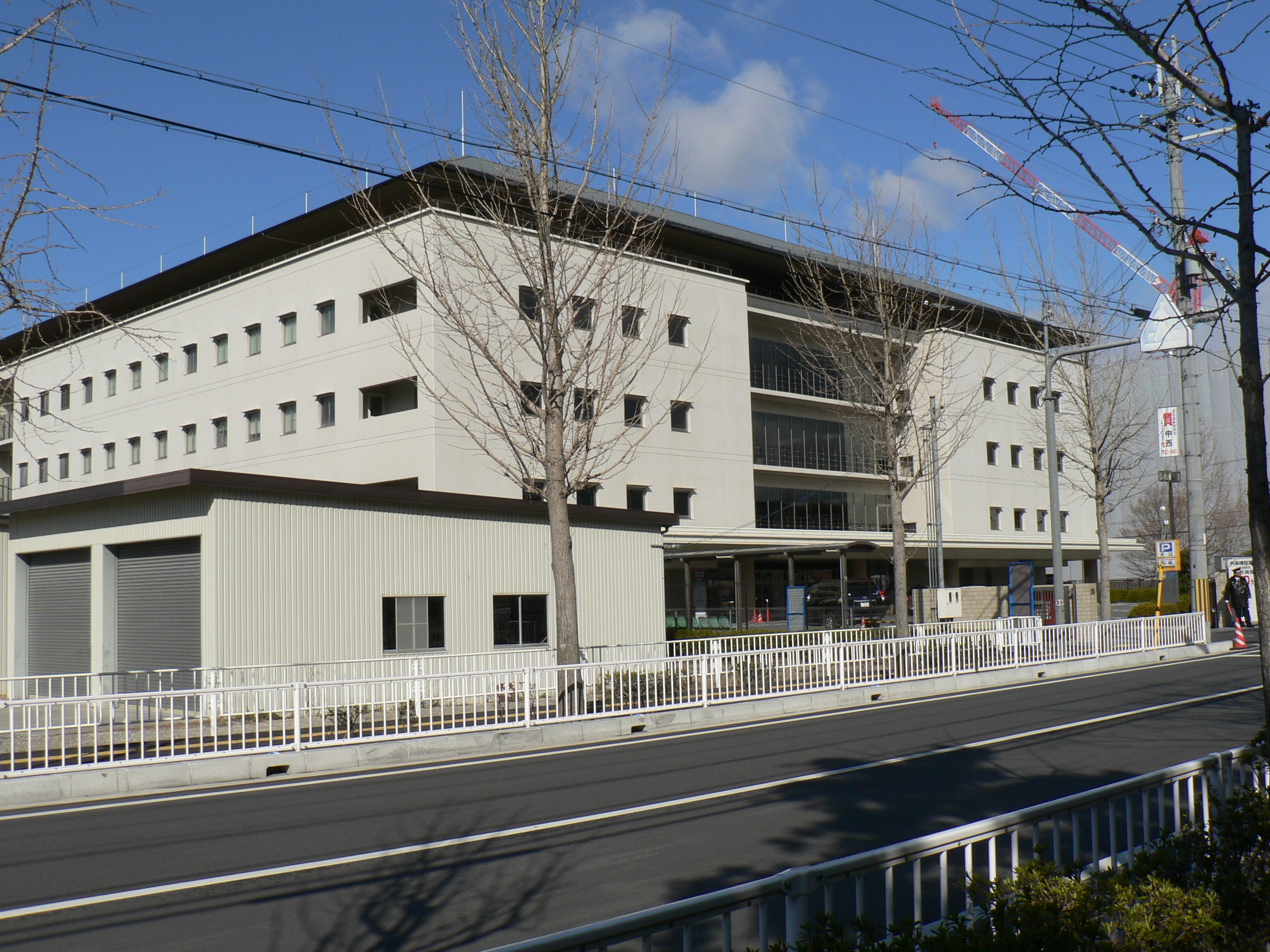
天理よろづ相談所病院の新しい外来棟

- 1935年（昭和10年）：前身の天理よろづ相談所が、天理教校よのもと会により開設される。
- 1937年（昭和12年）：私立病院認可。
- 1966年（昭和41年）：財団法人認可。天理よろづ相談所病院開設（当初許可病床600床）
- 1967年（昭和42年）：ICU開設（7床）
- 1969年（昭和44年）：別所別院開設（当初許可病床85床）
- 1971年（昭和46年）：CCU開設（2床）
- 1976年（昭和51年）：本院の南別館新築により許可病床数1001床となる。
- 2003年（平成15年）：白川分院開設これに伴い、本院の病床が815床となる。
- 2005年（平成17年）：別所分院閉院
- 2006年（平成18年）：新しく外来診療棟を開設。
- 2011年（平成23年）：公益財団法人認定。救急診療科を新設。部長は循環器内科副部長の兼務。
- 2014年（平成26年）：外来棟の北隣に新入院棟開設。本館の大半の入院患者を移動。